# Kongō (1912)
Kongō (jap. 金剛) – japoński krążownik liniowy typu Kongō, przebudowany następnie do postaci pancernika, i od 1931 klasyfikowany jako szybki pancernik.

## Historia
W 1911 Japonia złożyła w brytyjskiej stoczni Vickers, Sons & Co. w Barrows-In-Furness zamówienie na swój pierwszy krążownik liniowy. Projekt jednostki bazował na budowanym dla Turcji okręcie liniowym „Reshadiye”. Projektantem był George Owens, potem znany jako sir Thurston. Stępkę pod „Kongō” położono 17 stycznia 1911. Wodowanie okrętu miało miejsce 18 maja 1912, a wejście do służby 16 sierpnia 1913.
We wrześniu 1929 rozpoczęła się trwająca do końca marca 1931 modernizacja okrętu, podczas której wymieniono urządzenia siłowni, rozbudowano wieżę dowodzenia, dodano tzw. bąble przeciwtorpedowe, zaś zasięg artylerii uległ wzrostowi poprzez podniesienie kąta podniesienia luf. 1 czerwca 1935 okręt poddano kolejnej modernizacji (trwającej do 8 stycznia 1937), w ramach której znowu rozbudowano wieżę dowodzenia, zabudowano nadbudówkę na rufie z dalocelownikami, zdemontowano wyposażenie torpedowe, zwiększono moc siłowni i dodano katapultę dla samolotów rozpoznawczych.

## Służba
W czerwcu 1942, w ramach zespołu ubezpieczającego, „Kongō” wziął udział w bitwie pod Midway. W październiku 1942 brał udział w walkach o Guadalcanal, gdzie 14 października 1942 roku wraz z pancernikiem „Haruna” przeprowadził ciężki ostrzał lotniska Henderson Field na Guadalcanalu. W październiku 1944 podczas bitwy o Leyte przyczynił się do zatopienia lotniskowca eskortowego USS „Gambier Bay”. „Kongō” zatonął 21 listopada 1944 na północny zachód od Tajwanu po trafieniu 3 torpedami wystrzelonymi z amerykańskiego okrętu podwodnego USS „Sealion”. Z załogi zginęło 1250 osób. Przeżyło 13 oficerów i 224 podoficerów i marynarzy.